# Elezioni parlamentari a Malta del 1971
Le elezioni parlamentari a Malta del 1971 si tennero il 12 e 14 giugno e videro la vittoria del Partito Laburista.

## Risultati
| Liste                               | Voti    | %     | Seggi |
| ----------------------------------- | ------- | ----- | ----- |
| Partito Laburista                   | 85 448  | 50,84 | 28    |
| Partito Nazionalista                | 80 753  | 48,05 | 27    |
| Partito Costituzionale Progressista | 1 756   | 1,04  | –     |
| Indipendenti                        | 102     | 0,06  | –     |
| Totale                              | 168 059 | 100   | 55    |